# Luc Housse
Johann Peter Lucas (Luc) Housse (Luxemburg-Stad, 24 februari 1871 – aldaar, 18 mei 1930) was een Luxemburgs advocaat en politicus.

## Biografie
Luc Housse was een zoon van Johann Housse, wapensmid en graveur, en Maria Francisca Gemen. Hij studeerde rechten in Nancy en Parijs en werd in 1896 advocaat-avoué in Luxemburg-Stad. Hij trouwde met Clémentine Feyden.
Vanaf 1889 was Housse actief in de gemeentelijke politiek in Luxemburg-Stad. Hij was er sindsdien gemeenteraadslid, schepen (1912-1918) en burgemeester (1918-1920). Housse was oprichter van de Fanny Leclerc Foundation, voor arme, behoeftige schoolkinderen, en van de Waldschule in Luxemburg. Op het gebied van onderwijs in het algemeen was hij een pionier. Naast kantines introduceerde hij schoolartsen, de schoolmusea en bibliotheken en zorgde voor een verkorting van schooltijden. Hij was lid en enige tijd vicevoorzitter van de Kamer van Afgevaardigden (1905-1919) en betrokken bij de Grondwetgevende Vergadering van 1918.
Housse overleed op 59-jarige leeftijd, en werd begraven op de Cimetière Notre-Dame.

## Onderscheidingen
- Officier in de Orde van de Eikenkroon
- Commandeur in de Orde van Verdienste van Adolf van Nassau
- Officier van het Legioen van Eer
- Commandeur in de Kroonorde van België
- Drager van de zilveren medaille van de Maatschappijen van Onderlinge Bijstand (Sociétés de Secours Mutuels)

François Scheffer · Jean-Baptiste Servais · Baron de Tornaco · Bonaventure Dutreux-Boch · François Scheffer · Constantin Joseph Pescatore · François Scheffer · François Röser · François Scheffer · Fernand Pescatore · Jean-Pierre David Heldenstein · Gabriel de Marie · Jean-Pierre David Heldenstein · Théodore Eberhard · Jean Mersch-Wittenauer · Charles Simonis · Emmanuel Servais · Alexis Brasseur · Émile Mousel · Alphonse Munchen · Léandre Lacroix · Luc Housse · Gaston Diderich · Émile Hamilius · Paul Wilwertz · Colette Flesch · Camille Polfer · Lydie Polfer · Paul Helminger · Xavier Bettel · Lydie Polfer